# Martin Bachet
Pour les articles homonymes, voir Bachet.
Martin Bachet, mort en juin  1572,  est un prélat français  du XVIe siècle .Il est issu d'une  noble famille de la Bresse. 

## Biographie
Bachet est nommé à l'évêché de Glandèves en 1564. L'histoire ne nous a transmis aucun de ses actes.

## Source
- La France pontificale